# Умм-эль-Кааб
Умм-эль-Кааб (DMG: Umm el-Qa`āb, Umm el Ga’ab; араб. أم القعاب‎, др.ег. Pqr) — древнейший в Египте царский некрополь, расположенный в 1,5 км к юго-западу от Абидоса. В некрополе обнаружены гробницы додинастических правителей и царей I—II династий.
Название дословно с арабского переводится как «Мать жертвенного сосуда». Название происходит от огромного количества осколков керамики, оставшихся от паломников.
Находящиеся здесь гробницы принадлежат поздним правителям Додинастического периода (ок. 3000 — 2700 до н. э.). Наряду с Филами и Мендесом считается местом гробницы Осириса.

## История
Некрополь для высокопоставленных египтян появился здесь в период I—II Негады. В период III Негады здесь произошло захоронение фараона Скорпиона I (U-j). Это положило основу для царских захоронений в некрополе Умм-эль-Кааб вплоть до III династии.
В Древнем царстве некрополь находился под покровительством абидосского божества Хентиаменти, который утратил своё значение с распространением культа Осириса при V династии. Последующие годы Осирис носил дополнительное имя Хентиаменти. В Среднем царстве фиксировались события, которые, по мнению древних египтян, знаменовали скорое пришествие на землю Осириса. С тех пор к некрополю потянулись паломники.
В 1885 году усыпальницу обнаружил Эмиль Амелино и продолжил раскопки до 1899 года. В 1899—1901 годах здесь работал Флиндерс Питри; в 1912—1919 — Эдуар Навилль и Эрик Пит, с 1977 — Немецкий археологический институт в Каире под руководством Вернера Кайзера.

## Описание
Некрополь делится на две части: кладбище и долина, примыкающая к Шунет эль-Зебиб (с арабского «амбар изюма») в двух километрах севернее. Согласно последним раскопкам некрополь существовал в период Негада (ок. 3500 — 3000 до н. э.). Здесь насчитывается множество крупных и небольших захоронений данного периода. При I династии местность отводилась для погребения фараонов, во II династию были похоронены лишь два правителя. В каждом погребении, от которых в основном сохранились лишь погребальные шахты, имеется стела с именем и наименованием должности.
В гробнице Джера в последнее столетие найдена гранитная так называемая «Кровать Осириса», которую позже датировали XIII династией. Сегодня она выставлена в Египетском музее Каира. Гробница Джера считалась гробницей Осириса (ег. Mahat) и повлияла на возникновение культа Осириса. В период Среднего царства некрополь реставрировали, а при Новом царстве сюда стекались паломники, которые приносили с собой глиняные сосуды (около 8 миллионов штук), давшие известное сегодня название.

## Важные захоронения

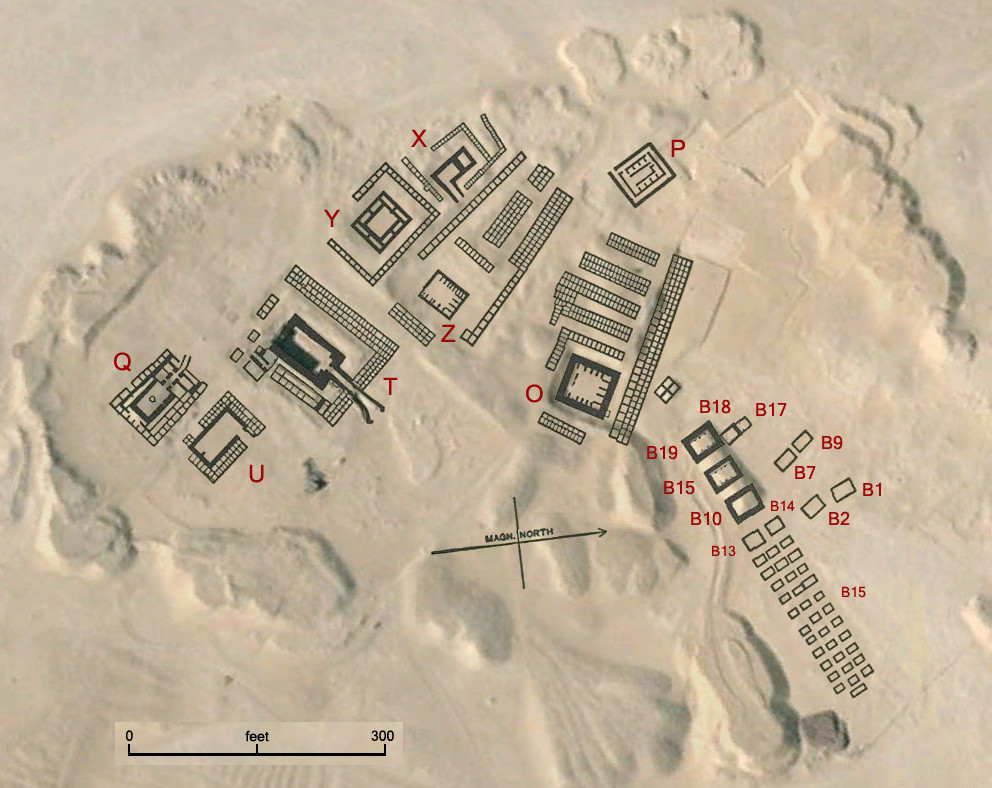
Карта погребений некрополя с кодами гробниц, север справа

### Додинастические гробницы
- U-j — неизвестный правитель, возможно Скорпион I[3].
- B1/B2 — Ири-Хор[7]
- B7/B8/B9 — Ка

### I династия

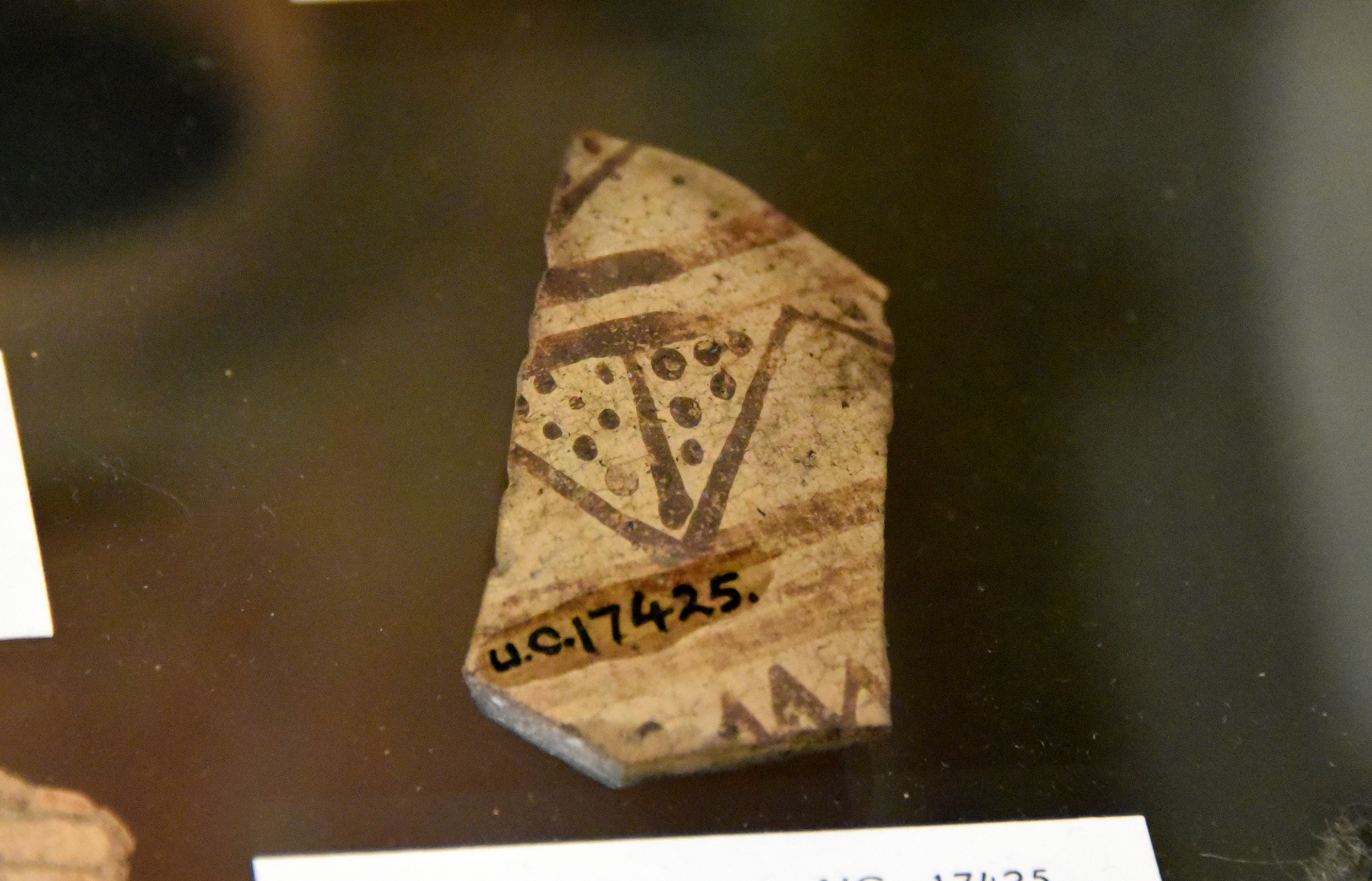
Осколок глиняной вазы из гробницы Семерхета, I династия. Музей Питри, Лондон.

Известно как «Кладбище B» (англ. Cemetery B).
- B17/B18 — Нармер[8]
- B10/B15/B19 — Хор-Аха[9]
- O — Джер[10]
- Z — Уаджи[11]
- Y — Мернейт[12]
- T — Ден[13]
- X[англ.] — Аджиб[14]
- U — Семерхет[15]
- Q — Каа[16]

### II династия
Два последних фараона династии:
- P — Перибсен[17]

Найденная здесь ракушка содержит первую известную полную иероглифическую надпись.
- V — Хасехемуи[18]